# IC 4982
IC 4982 ist eine Galaxie vom Hubble-Typ P im Sternbild Pfau am Südsternhimmel. Sie ist schätzungsweise 271 Millionen Lichtjahre von der Milchstraße entfernt und hat einen Durchmesser von etwa 55.000 Lichtjahren. Gemeinsam mit LEDA 270900 bildet sie ein gravitativ gebundenes Galaxienpaar. 

Im selben Himmelsareal befinden sich u. a. die Galaxien NGC 6877, NGC 6880, IC 4981, IC 4985.
Das Objekt wurde am 21. September 1900 vom US-amerikanischen Astronomen DeLisle Stewart entdeckt.